# Leizhouhalvøen
21°0′N 110°0′Ø / 21.000°N 110.000°Ø
 Leizhouhalvøen  (kinesisk: 雷州半岛, pinyin: Léizhōu Bàndǎo), er en halvø i den sydvestligste del af provinsen Guangdong i Folkerepublikken Kina. Den har Tonkinbugten på sin vestside, det 30 km brede Qiongzhoustrædet til øen Hainan i syd, og det åbne Sydkinesiske Hav i øst. Halvøen har enkelte inaktive vulkaner. 
Halvøen er i den tropiske del af Syd-Kina. 
Zhanjiang, en havneby på østkysten, er den vigtigste by.